# ワードシェイカー
『ワードシェイカー』（Wordshaker）は、2009年10月12日にファシネーション・レコードからリリースされた、イギリスとアイルランドのガールズグループ、ザ・サタデイズのセカンド・スタジオ・アルバムである。これは、彼らが作家としてクレジットされている曲をフィーチャーしたグループの最初のアルバムである。リリース後、アルバムはUKアルバムチャートで9位を記録したが、翌週にはトップ30から落ちた。2010年8月、EP Headlines!により、このアルバムはデジタル音楽プラットフォームから削除された。同じ素材のいくつかをフィーチャーしてリリースされている。2018年8月、ポップ・ミュージック・アクティビズムのTwitterアカウントによるレーベルへのリクエストを受けて、アルバムはデジタル音楽プラットフォームに戻った。
アルバムの前には、ジェームズ・ボーンが作曲し、ザ・ランナウェイズがプロデュースしたリード・シングル「Forever Is Over」がリリースされた。この曲はUKシングルチャートで2位を記録した。セカンドシングル「Ego」は2010年1月4日にリリースされ、UKシングルチャートで9位に達し、アルバムの成功に匹敵した。

## 背景と制作
グループは2009年3月初旬にアルバムの制作を開始し、最初のヘッドラインショー「The Work Tour」を行った。レコーディングセッションの2曲「OneShot」と「Wordshaker」はセットリストの一部であり、アルバムに収録された。
アルバムのトラックリストには「Not Good Enough」という曲が含まれている。これはもともとChasing Lightsのセッション中に録音されたが、後にWordshakerに収録するためにリミックスされた。↵公式カバーは、2009年9月23日にグループの公式フォーム/ウェブサイトでファンへの特別なメーラーで明らかにされた。
アルバムの大部分（7曲）は、以前にグループのために作曲し、プッシーキャット・ドールズ、ピクシー・ロット、レオナ・ルイスと仕事をしたノルウェーのソングライター、イナ・ウォルドセンによって書かれ/共同で書かれた。さらに、このアルバムには「Deeper」という曲が収録されており、グループのすべてのメンバーが作家として認定されている。さらに、この曲「Forever Is Over」（後に最初のシングルに選ばれた）は、実際にはケリー・クラークソンが彼女のアルバムのために録音するために書かれたものであることが明らかになった。しかし、レコードレーベルの本社を訪問している間、ザ・サタデイズは曲を聴き、曲の作者であるジェームズ・ボーンに代わりに録音を依頼した。

## 宣伝
グループの公式ウェブサイトのニュースセクションによると、2009年9月と10月まで、少女たちはアルバムを宣伝している多くのテレビ番組で目撃された。
9月26日、グループはT4でインタビューを受け、ニューシングル「Forever Is Over」のミュージックビデオを紹介した。さらに、9月28日、グループは昼間のチャットショーであるPaul O'Grady Showに出演し、シングルの最初のライブパフォーマンスと非公式のインタビューを行った。彼らは10月6日にITV1の昼間の番組「This Morning」で同じことをした。 10月12日、彼らはアラン・ティッチマーシュ・ショーの新シーズンに出演し、10月17日に予定されていたホリーオークス・ミュージック・フェスティバルに出演し、「Forever Is Over」とタイトル曲「Wordshaker」を演奏する予定だった。
「Ego」のリリースにより、アルバムのプロモーションはクリスマス期間にさらに進められた。グループは、GMTV、Blue Peter、Alan Carr：Chatty Man、Top of the Popsのクリスマスエディションに出演し、T4スペシャルは、Impulseのボディフレグランスとのプロモーションの一環として、ロンドンフォーラムで優勝者のために開催された独占コンサートで撮影された。さらに、アルバムのトラック「Lose Control」は、グループのレコードレーベルFascinationがリリースした映画「St Trinian's 2: The Legend of Fritton's Gold」のサウンドトラックで取り上げられ、目立つようになった。

## レセプション
| レビュースコア | レビュースコア |
| ソース         | レーディング   |
| -------------- | -------------- |
| AllMusic       | 星3            |
| Digital Spy    | 星3            |
| musicOMH       | 星3            |
| Newsround      | 星4            |
| OK!            | 星4            |
| Yahoo! Music   | 星8            |

Wordshakerは、リリース後、批評家の間で一般的に好意的なレビューを生み出した。オールミュージックのマシュー・チズリングは、このアルバムに5つ星のうち3つ星を授与し、女の子たちとアルバムが「腕前のピンチである攻撃的なベースラインとボーカルを組み合わせた」ことを称賛した。Chislingは、「Open Up」、「Lose Control」、「Not Good Enough」などの「キャッチネス」を「否定できない」と賞賛した。しかし、彼は「Forever Is Over」と「OneShot」を「独創的ではない」と「アメリカ的すぎる」と批判した。
デジタル・スパイのデビッド・ボールズは、「どちらかといえば、今回は女の子たちはさらに自信を示している」と述べ、「OneShot」と「Wordshaker」の両方が「グラインド的なベースラインと致命的なポップフック」を組み合わせたことを称賛した。しかし、彼はアルバムで批判し、それらを「呪い」と呼ぶバラードにあまり感銘を受けなかった。全体として、彼はこのアルバムを「新鮮な響き」と呼び、「グループを有名に一歩近づけるべきだ」と述べた。彼はそのアルバムに5つ星のうち3つ星を与えた。
musicOMHのマイケル・クラッグは、このアルバム全体を「楽しい」と「楽しい」「ズキズキするシンセ」で「よく作られたポップの楽しい爆発」と呼んだ。クラッグが持っていた唯一の批判は、「サタデーはまだマスターしていない-バラード」は、彼らが「遅い曲のほとんどを死ぬほど叩く」と述べた。しかし、彼らが楽しむことに固執するとき、それは非常に「楽しい」です。クラッグはアルバムに5つ星のうち3つ星を与えた。

## シングルス
- 「Forever Is Over」は、Louis Biancaniello、Sam Watters、Kahmarl Gordon、James Bourneによって書かれ、Sam WattersとLouis Biancanielloによってプロデュースされました。2009年10月5日にWordshakerのリードシングルとしてリリースされ、2位でピークに達した[7]。
- 「Ego」はスティーブ・マックが作詞・プロデュースし、イナ・ウォルドセンが共作した。エレクトロポップのトラックで、Wordshakerからリリースされた2枚目で最後のシングルでした。この曲は2009年11月25日にメインストリームラジオに追加された。リチャード・A監督のスーパーヒーローをテーマにしたミュージックビデオ。ムーアは2009年11月17日にリリースされ、シングル自体は2010年1月4日にリリースされた。

## トラックリスト
| No.       | Title             | Music | Producer(s)                                             | Length |
| --------- | ----------------- | --- | ------------------------------------------------------- | ------ |
| 1.        | "Forever Is Over" | - サム・ワッターズ - ルイ・ビアンカニエッロ - ジェームズ・ボーン                                                            | - ビアンカニエッロ - ワッターズ                         | 3:40   |
| 2.        | "Here Standing"   | - ジョーダン・オムリー - マイケル・マニ - ニーナ・ウッドフォード                                                            | - マニ - オムリー                                       | 3:36   |
| 3.        | "Ego"             | - スティーブ・マック - イナ・ヴロルセン                                                                                     | Mac                                                     | 2:59   |
| 4.        | "No One"          | - ヴロルセン - デヴィッド・エリクセン                                                                                       | - D. エリクセン - トーマス・エリクセン                  | 3:18   |
| 5.        | "One Shot"        | - ヴロルセン - デヴィッド・クルーガー - パー・マグヌソン                                                                    | マグヌソン                                              | 3:31   |
| 6.        | "Wordshaker"      | - ヴロルセン - D. エリクセン                                                                                                | D. エリクセン                                           | 3:30   |
| 7.        | "Denial"          | - クリス・ブレイド - ヴロルセン                                                                                             | ブレイド                                                | 3:53   |
| 8.        | "Open Up"         | - ヴロルセン - クルーガー - マグヌソン                                                                                      | マグヌソン                                              | 3:52   |
| 9.        | "Lose Control"    | - ヨルゲン・エロフソン - パー・ヴェスタールンド                                                                             | - エロフソン - ヴェスタールンド                         | 3:19   |
| 10.       | "Not Good Enough" | - ヴロルセン - ジョセフ・ラロッシ                                                                                           | クイズ & ラロッシ                                       | 3:40   |
| 11.       | "Deeper"          | - ウナ・ヒーリー - モリー・キング - フランキー・サンドフォード - ロシェル・ヒュームズ - ヴァネッサ・ホワイト - ヴロルドセン | - ジャスティン・トラグマン - オリバー・ゴールドスタイン | 4:05   |
| 12.       | "2 am"            | - アンドレアス・ロムダネ - ラロッシ - ヴロルドセン                                                                          | クイズ & ラロッシ                                       | 4:08   |
| 合計時間: | 合計時間:         | 合計時間: | 合計時間:                                               | 43:04  |

| #         | タイトル                                   | 作詞  | 作曲・編曲 | 時間 |
| --------- | ------------------------------------------ | ----- | ---------- | ---- |
| 13.       | 「Forever Is Over」(Manhattan Clique Edit) |       |            | 6:20 |
| 合計時間: | 合計時間:                                  | 49:24 |            |      |

| #         | タイトル                                           | 作詞  | 作曲・編曲 | 時間 |
| --------- | -------------------------------------------------- | ----- | ---------- | ---- |
| 13.       | 「Chasing Lights」(live from iTunes Festival 2009) |       |            | 4:03 |
| 14.       | 「Wordshaker」(live from iTunes Festival 2009)     |       |            | 3:32 |
| 15.       | 「One Shot」(live from iTunes Festival 2009)       |       |            | 3:35 |
| 合計時間: | 合計時間:                                          | 54:21 |            |      |

## 職員
- エグゼクティブプロデューサー、マスタリング - ディック・ビーサム
- プロデューサー - ルイ・ビアンカニエッロ、クリス・ブレイド、ヨルゲン・エロフソン、デビッド・エリクセン、トーマス・エリクセン、オリバー・ゴールドスタイン、クイズ&ラロッシ、スティーブ・マック、パー・マグヌソン、マイケル・マニ、ジョーダン・オムリー、ジャスティン・トラグマン、サム・ワッターズ、パー・ウェスターランド
- メインライター - イナ・ウォルドセン
- ボーカル – ウナ・ヒーリー、モリー・キング、フランキー・サンドフォード、ヴァネッサ・ホワイト、ロシェル・ヒュームズ
- モリー・キング - ボーカル、リズムギター
- ウナ・ヒーリー – ボーカル、リードギター
- フランキー・サンドフォード – ボーカル、セカンドリズムギター
- ヴァネッサ・ホワイト – ボーカル、ベース
- ロシェル・ヒュームズ – ボーカル、ドラム

## チャート
このアルバムはアイルランドのアルバムチャートで36位でデビューしたが、2週目には91位に落ちた。一方、UKアルバムチャートでは9位でデビューし、デビューアルバム「Chasing Lights」のピークに匹敵した。
| チャート (2009年)   | 最高順位 |
| ------------------- | -------- |
| Irish Albums Chart  | 36       |
| UK アルバムズ (OCC) | 9        |

## 認定
| 国       | プロバイダ | Certification |
| -------- | ---------- | ------------- |
| イギリス | BPI        | シルバー      |

## リリース歴
| 国           | 形式                                 | 日付           | レーベル                  |
| ------------ | ------------------------------------ | -------------- | ------------------------- |
| アイルランド | CD、デジタルダウンロード             | 2009年10月9日  | Polydor                   |
| イギリス     | CD、デジタルダウンロード             | 2009年10月12日 | Fascination               |
| その他       | デジタルダウンロード、ストリーミング | 2018年8月10日  | Universal Music Catalogue |